# Gefahr im Verzug (Die drei ???)
Die drei ??? - Gefahr im Verzug (Originaltitel The Three Investigators - Crimebusters: Foul Play) ist ein US-amerikanischer Jugendkriminalroman von Peter Lerangis aus dem Jahr 1990 und der 9. Band der in Vereinigten Staaten neu geschaffenen The Three Investigators - Crimebusters-Jugendkrimireihe, basierend auf der Originalserie Die drei ???. In Deutschland erschien Gefahr im Verzug 1992 als Buch Nummer 55 der fortlaufenden Die drei ???-Reihe. Die Hörspielfassung erschien am 14. Februar 1992 als Folge 54 beim deutschen Hörspiel-Label Europa.
Wie auch Die drei ??? - Gekaufte Spieler, wurde dieser Band nicht von Leonore Puschert, sondern von Eva Riekert aus dem Englischen ins Deutsche übersetzt.

## Inhalt
Justus trifft in einer Kneipe in einem Einkaufszentrum in Rocky Beach den um wenige Jahre älteren George Brandon, den er sofort als „Georgie“, einen früheren Schauspielkollegen aus Die kleinen Strolche, wiedererkennt. George berichtet daraufhin den drei Detektiven, dass er aktuell die Hauptrolle in dem Musical „Gefahr im Verzug“ spiele, das in der Vorpremiere im Garber Theater in Los Angeles laufen würde. Bei den Proben soll es aber zu Zwischenfällen gekommen sein, die ihn hätten verletzen können. Zudem habe er Telefonanrufe und Drohbriefe mit Anspielungen auf Theaterstücke William Shakespeares erhalten, in welchem ihm mit Gewalt oder sogar dem Tod gedroht wurde.
Die drei Fragezeichen erkennen, wie ernst die Lage zu sein scheint, als George vor dem Theater während eines Interviews, fast von einem herabfallenden Werbeschild getroffen wird. Zusammen mit Peters Freundin Kelly gelingt es den drei Detektiven die Ermittlungen im Theater aufzunehmen. Peter und Kelly können ein Gespräch zwischen dem Produzenten Mr. Firestone und dem Sponsor Mr. Crocker und George belauschen, in welchem dieser sich sehr überheblich äußert und die Ansicht vertritt, ohne ihn würde das Stück kein Erfolg werden. Kurz darauf ereignen sich weitere Zwischenfälle. Während einer Séance bei Make-up-Artist Lovell Madeira wird George scheinbar von einer Shakespeare-Büste am Kopf getroffen. Bei einer der öffentlichen Proben explodiert der Kasten für Spezialeffekte auf der Bühne vor George und reißt diesen um. Während einer Probe stürzt Georges Double von einem Gerüst da sich die Drehbühne auf einmal bewegte. In der Garderobe verbrennt sich zudem der Kostümbildner an Georges Kostüm.
Es tauchen immer mehr Verdächtige auf, darunter der Inspizient Jim Bernardi sowie Georges Freund Buzz Newman und seine Zweitbesetzung Vic Hammil.

### Die Auflösung
Aufgrund der zunehmenden Fernsehberichte über die ungewöhnlichen Zwischenfälle und einem Radiointerview von George Brandon, in welchem dieser den neu erworbenen Ruhm durch die Zwischenfälle merklich genießt, sowie die Tatsache, dass George bei keinem der Zwischenfälle tatsächlich verletzt wurde, lassen bei Justus den Schluss aufkommen, dass die Zwischenfälle inszeniert wurden. Hintergrund war Georges Wunsch im Rampenlicht zu stehen und im Hinblick darauf auch das Theaterstück „Gefahr im Verzug“ für die Öffentlichkeit interessanter zu machen.
Dabei halfen George Brandon Jim Bernardi, Buzz Newman und Vic Hammil, denen er im Showdown des Falles sogar den Auftrag gibt, die drei Fragezeichen und Kelly umzubringen, da er befürchtet, die Detektive könnten, nachdem er sie selbstgefällig engagiert hatte, nun doch hinter seine Machenschaften kommen.
Während einer wilden Autoverfolgungsjagd durch Los Angeles können die vier Jugendlichen zwei Verfolger in ein Parkhaus locken, wo diese schließlich in die ausgefahrenen Spikes der Ausfahrt rasen und bewusstlos werden. Sie demaskieren die beiden Verfolger als Jim Bernardi und Vic Hammil. Justus imitiert Jim Bernardis Sprechweise (amerikanischer Akzent) und ruft George Brandon an, um ihn aus der Reserve zu locken. Dieser verrät daraufhin seinen ganzen Plan.
Brandon, Bernardi, Hammil und Newman werden vor Gericht gestellt, wo alle vier verurteilt werden.

## Kritiken
Unter Fans erhielt der Fall durchwachsene Kritiken. Positiv hervorgehoben wurde die Idee, den Fall im Theatermilieu anzusiedeln und erneut Justus’ Vergangenheit als Kinderdarsteller mehr ins Zentrum zu rücken.
Jörg Pätzel von Hörspiel-Request.de schreibt:
Hübsche Fallidee, hübsch verpackt. Mir gefällt, wie man durch Kombinationsgabe eine verdächtige Person nach der anderen ausschließt, und wie am Ende nur noch eine Person übrig bleibt. Interessant ist auch, dass für die Hörerschaft mehr als genug Hinweise auf den Täter gegeben werden, so dass diese stets mitraten kann, wenn sie möchte.
Das Buch befindet sich bei der Fanbewertung auf rocky-beach.com mit Platz 202 im unteren Drittel aller bisherigen Buchveröffentlichungen, während das Hörspiel mit Platz 175 etwas besser abschneidet (Stand: 2024).

## Hintergrund
Peter Lerangis, der auch im Musicalbereich gearbeitet hatte, äußerte in einem Interview mit der Rocky-beach.com, dass er sich zu dem Fall von der Geschichte eines Freundes inspirieren ließ. Vermutlich handelt es sich hierbei um den amerikanischen Musicaldarsteller Philip Casnoff, der bei der Premiere des Broadway-Stücks „Shogun: The Musical“ 1990 von einem Teil des Bühnenbilds getroffen wurde. In der Folge erhielt das Stück eine erhöhte Aufmerksamkeit in den öffentlichen Medien und Casnoffs Leistung als junger Schauspieler verbesserte sich erheblich. Frank Rich äußerte sich hierzu etwa in seiner Kritik zu dem Musical am 21. November 1990 in der New York Times, die den Titel trug „An Accident Upstages the Show And an Actor Is the Beneficiary“ (dt. Ein Unfall stiehlt der Show die Schau und ein Schauspieler ist der Begünstigte).

## Trivia
- Der Fall ist der erste, dessen deutscher Titel nicht lautet Die drei ??? und...
- Der Originaltitel Foul Play hat, wie viele Titel der Crimebusters-Fälle, verschiedene Deutungsebenen. So kann foul play als falsches oder unehrliches Spiel (eine Anspielung auf George Brandons Machenschaften) übersetzt werden. Das Wort play kann hierbei aber auch Theaterstück bedeuten. Foul play ist zugleich eine Bezeichnung für Mord oder Verbrechen.[8]
- Sowohl in der deutschen Fassung der Geschichte als auch im Hörspiel ist zu Beginn der Geschichte von einer Vollwertkneipe, eigentlich Buds Reformkost (orig. Bud's Healthworks), die Rede, in welcher die drei Fragezeichen George Brandon treffen. Der Begriff Vollwertkneipe ist kein feststehender Begriff. Vermutlich gibt er umschreibend wieder, dass Buds Reformkost gesunde Vollwertkost anbietet.
- Es wird erstmals (im Buch) erwähnt, dass Peter mit zweitem Vornamen Dunstan heißt.
- Während Peter und Kelly als Tänzer am Garber Theater engagiert werden, um die Ermittlungen voranzutreiben, erhält Justus, der als einziger der vier Jugendlichen eine Schauspielervergangenheit hat, die Rolle eines Wasserballs. Am Ende der Folge wird darauf scherzhaft Bezug genommen, indem betont wird, dass Peter die Herzen der weiblichen Fans zufliegen, während sie in Justus sofort den Wasserball erkennen und laut loslachen.
- André Minninger, der damals für die Redaktion des Hörspiels verantwortlich war, doubelte Oliver Rohrbeck (Justus) stimmlich in einer Szene bei dem Namen Buzz Newman.[9]
- Zu den prägnantesten Musikstücken dieses Hörspiels gehören die vermutlich von Bill Holcombe (Sammelpseudonym Betty George) arrangierten Stücke The Stage und Newsflash (beides Fanbezeichnungen).[10]